# ソーラーマックス

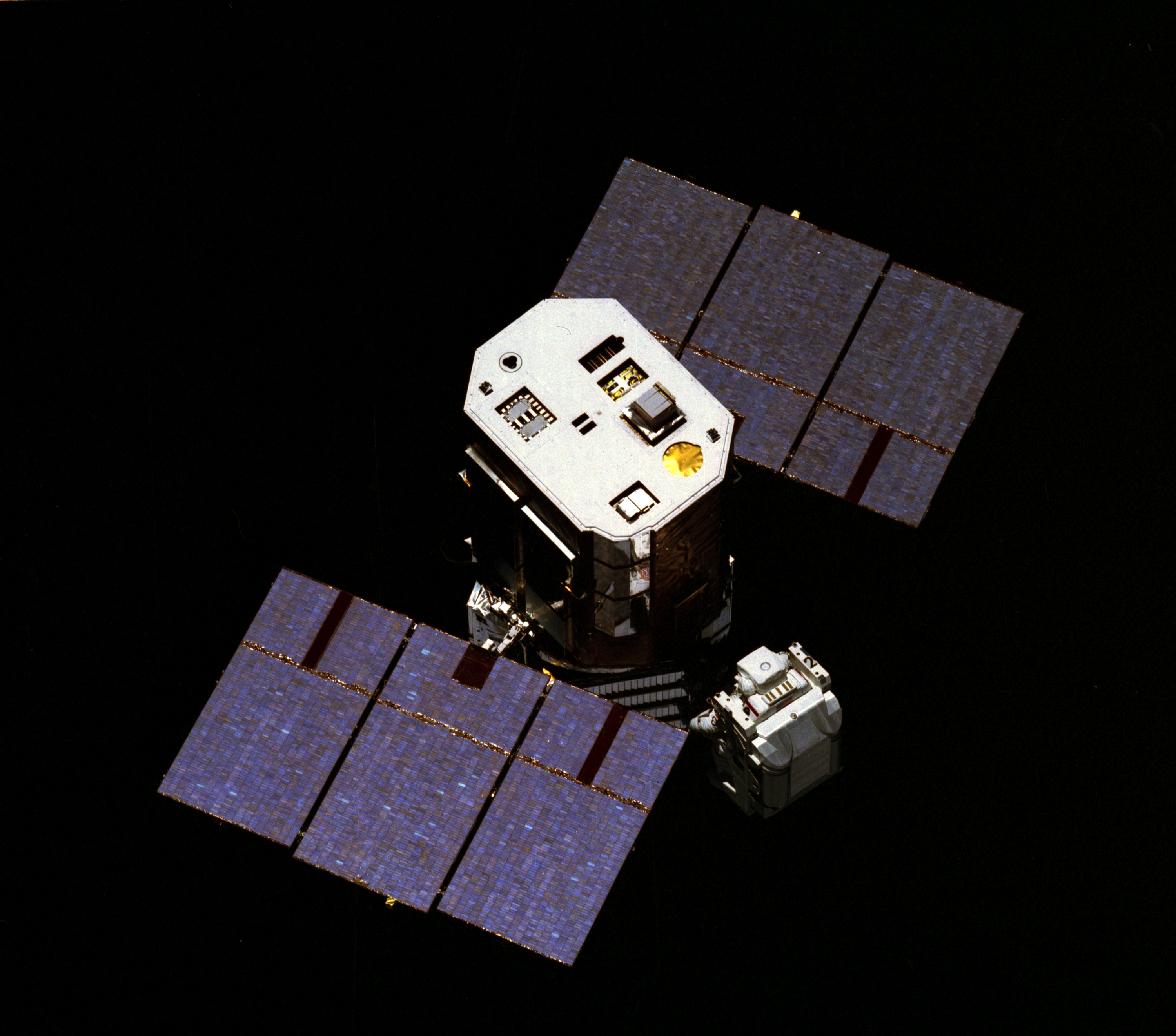
スペースシャトルから撮影したソーラーマックス

ソーラーマックス (SolarMax)は、太陽観測を目的とした人工衛星である。
正式名称は Solar Maximum Mission(SMM) 衛星。
太陽の活動周期の調査を目的として、NASAにより1980年2月14日に打ち上げられた。

## ミッションの概要
ソーラーマックス(SolarMax)は、フロリダ州メリット島のケープカナベラルにあるアメリカ航空宇宙局 (NASA) のスペースポートであるケネディ宇宙センター（John F. Kennedy Space Center 略：KSC）より1980年2月14日に打ち上げられ成功、軌道傾斜度:28.5度、高度:574km、軌道周期95分の軌道に乗った。
後、1984年にスペースシャトル・チャレンジャーのSTS-41-Cミッションにより修理される。
1989年12月2日、大気圏に突入して燃え尽きた。